# Torneo de Tel Aviv
El Torneo de Tel Aviv, oficialmente Tel Aviv Watergen Open, es un torneo profesional de tenis que se disputa en pista dura en Tel Aviv. Formó parte del ATP Tour y se organizó principalmente debido a la cancelación de varios torneos durante la temporada 2022, debido a la pandemia de COVID-19.
En el 2023, la ATP anunció la concesión de una licencia por un año más.Sin embargo, en octubre del mismo año, se anunció que el torneo tendría lugar en Sofía a partir del Conflicto israelí-palestino.

## Resultados

#### Individual masculino
| Año  | Campeón        | Finalista   | Marcador |
| ---- | -------------- | ----------- | -------- |
| 2022 | Novak Djokovic | Marin Čilić | 6-3, 6-4 |

#### Dobles masculino
| Año  | Campeones                      | Finalistas                       | Marcador |
| ---- | ------------------------------ | -------------------------------- | -------- |
| 2022 | Rohan Bopanna Matwé Middelkoop | Santiago González Andrés Molteni | 6-2, 6-4 |